# Az ugrás (Így jártam anyátokkal)
Az ugrás az Így jártam anyátokkal című televízió-sorozat negyedik évadának huszonnegyedik, évadzáró epizódja. Eredetileg 2009. május 18-án vetítették, míg Magyarországon egy évvel később, 2010. május 31-én.
Ebben az epizódban Ted 31. születésnapja alkalmából szerveznek egy meglepetésbulit, aki eközben egy étterem terveit készíti nagy erőkkel. Marshall megpróbál átugrani a háztetőről a szomszéd épületre, Barney és Robin pedig megvallják egymásnak érzéseiket.

## Cselekmény
Barney Ted engedélyét kéri, hogy összejöhessen Robinnal, amit Ted meg is ad. Egyikük sem sejti, hogy Robin ezt hallotta a nyitott ajtón keresztül. Lilyhez és Marshallhoz fordul, akik azt tanácsolják neki, hogy "mosbyzza meg", azaz vallja meg Barneynak, hogy teljesen beleszeretett, és ez majd elriasztja.
Eközben Ted egy kalap formájú éttermet tervez, így kénytelen otthon maradni. Marshall megpróbálja kicsalni őt, ugyanis egy meglepetésbulit szerveztek neki a tetőn, de ő nem akar elmenni, amíg be nem fejezte a munkát. A bulin Robin beveti a "mosbyzást", amire Barney furcsa módon, de elutasítóan reagál. Eközben Marshall, aki hónapok óta erre készül, ismét megkísérel átugrani a szomszéd épületben található lakás teraszára. Nem meri megtenni, és Lily is aggodalmaskodik miatta. A lakásban Ted megtalálja a kecskét, amit Lily hozott haza. Megpróbál róla nem tudomást venni, de az állat az idegeire megy. Amikor elege lesz, a kecske nekitámad, és alaposan helybenhagyja, ami miatt beviszik a kórházba, de semmi komoly baja nem lesz.
A kórházban, amikor már mindenki elment, Barney és Robin megpróbálják megbeszélni a kettejük közti dolgot. Nem jutnak dűlőre, de csókolóznak. Ezután Ted bemutatja a megrendelőinek az éttermet, amit tervezett, de ők inkább a Sven svéd építészcég által épített makettet választják. Ezt hallván a többiek meggyőzik arról, hogy hagyjon fel az építészettel, és fogadja el az egyetemi tanári állást a Columbia Egyetemen. Marshall ezen felbátorodva hirtelen ötlettől vezérelve felszalad a tetőre és végre átugrik a szomszéd ház tetejére. A többiek egymás után követik, legvégül Ted.
Az epizód végén Jövőbeli Ted összegzi az évad eseményeit: annak ellenére, hogy otthagyták az oltárnál, megverték, kirúgták a munkahelyéről, és megverte egy kecske, azért mégis ez volt élete legjobb éve, mert megkapta azt az állást, amely megágyazott a jövőjének. Azt is elmondja a gyerekeinek, hogy az első óráján ott volt az anyjuk is az előadóteremben.

## Kontinuitás
- Visszautalás történik az első epizódra: "mosbyzásnak" nevezik azt az esetet, amikor Ted tönkretette a laza kis randiját Robinnal pusztán azzal, hogy közölte, belé esett.
- Ted és a kecske verekedése közben a "Murder Train" című szám szól.
- Az epizódban történtek egy részét "A kecske" című epizódban már elmesélték.
- Az ápoló, aki gúnyt űz Tedből a kórházban, ugyanaz, mint az a "Csodák" című részben is volt.
- Amikor Jövőbeli Ted sorolja az év katasztrofális eseményeit, megemlíti, hogy otthagyták az oltárnál ("A Shelter-sziget"), hogy leütötték ("A bunyó"), és hogy kirúgták a GNB-től ("Vén Clancy király")
- A Sven egyszer már majdnem elhappolt egy megbízást Ted elől ("A húúú-lányok" című epizód), és akkor is ugyanezzel a Tyrannosaurus rex dizájnnal pályáztak.
- Ted tisztázza Barneyval, hogy tudja, mit érez Robin iránt, mégpedig az "Előnyök" című rész óta.
- Azt, hogy Marshall a szomszéd házra készül átugrani, először a "Háromnapos havazás" című epizódban mutatják be.
- Marshall tisztelete Evel Knievel kaszkadőr munkássága iránt először a "Bocs, tesó!" című epizódban volt látható.
- Tednek a munkát az "Amilyen hamar tud" című részben ajánlották fel.

## Jövőbeli visszautalások
- Az előadóterem, ahol Ted az óráját tartja, mint kiderül később, téves: ott közgazdaságtant oktatnak. Az "Így jártam apátokkal" című epizódban kiderül, hogy az Anya valóban ott volt, akárcsak Cindy, a szobatársa.
- Barney kineveti Marshallt, amikor az megfogadja, hogy soha többé nem eszik bordát. Marshall megerősíti a kijelentését, azzal, hogy hozzáteszi: Ted jelenlétében. "A meztelen igazság" című epizódban jövőbeli Ted rámutat, hogy Marshall sosem tartja meg hirtelen elhatározott fogadalmait.

## Érdekességek
- A jelenet, ahol Lily hazudik a terhességéről, egy utalás arra, hogy az őt alakító Alyson Hannigan éppen terhes volt ekkor. A hasát a 31-es táblával takarja el az epizód során. A színésznő terhessége miatt az évad epizódjait nem sorrendben vették fel, hogy a saját részeit még a szülése előtt felvehessék. Ez jól észrevehető, ugyanis az évad során szintén terhes Cobie Smulders esetében gyakorlatilag nem látható a pocakja.
- Az egyik visszaemlékezés során Marshall egy Halloween-buli során gondolkozik azon, hogy átugrana a szomszéd ház tetejére, és Drakula grófnak öltözött. Az őt játszó Jason Segel egy évvel az epizód bemutatása előtt játszott a "Lepattintva" című filmben, ahol a karaktere egy muppet musical szerelmi történetet írt, amely Drakuláról szól.

## Zene
- The Foreskins - Murder Train
- A.C. Newman - Prophets

## Vendégszereplők
- John Duerler - Harlen Johnsen
- Joel McCrary - Ged Wilkinson
- Christine Scott Bennett - Tracey
- Jayden Lund - Bill
- Bambi - a kecske